# Ceratinopsis yola
Ceratinopsis yola är en spindelart som beskrevs av Chamberlin och Ivie 1939. Ceratinopsis yola ingår i släktet Ceratinopsis och familjen täckvävarspindlar. Inga underarter finns listade i Catalogue of Life.